# 密西西比鎮區 (伊利諾伊州澤西縣)
密西西比鎮區（英語：Mississippi Township）是位於美國伊利諾伊州澤西縣的一個行政鎮區。

## 地方資料
根據2010年美國人口普查的數據，密西西比鎮區的面積為94.10平方千米，當中陸地面積為94.00平方千米，而水域面積為0.10平方千米。當地共有人口1919人，而人口密度為每平方千米20.39人。